# Hedwig Burgheim
Hedwig Burgheim (* 28. August 1887 in Alsleben (Saale); † 27. Februar 1943 im KZ Auschwitz) war eine deutsche Pädagogin jüdischer Herkunft, die dem Werk Pestalozzis und Fröbels verpflichtet war. Seit 1981 verleiht die Stadt Gießen in Anerkennung und Würdigung hervorragender Verdienste um Verständigung und Verständnis zwischen den Menschen alle zwei Jahre die Hedwig-Burgheim-Medaille.

## Leben und Wirken
Hedwig Burgheim wurde als zweite von drei Töchtern des jüdischen Kaufmanns Martin Burgheim und dessen Ehefrau Carolina, geborene Bucky, in Alsleben (Saale) geboren. Sie war die Tante von Rolf Kralovitz. Da Carolinas Eltern in Leipzig ein Textilgeschäft betrieben, übersiedelte die Familie 1889 in die Messestadt.
Martin Burgheim, der ein liberaler und fortschrittlich denkender Mann war, ermöglichte seinen drei Töchtern eine Ausbildung. Die älteste Tochter Dorothea (* 1885) studierte Musik am Leipziger Konservatorium bei Arthur Nikisch und wurde später Konzertpianistin. Die jüngste Tochter Martha (* 1889) erhielt im Seidenhaus ihres Onkels Theodor Bucky eine Ausbildung.
Hedwig lernte Französisch und Italienisch und studierte Pädagogik und Philosophie. Sie erhielt eine mehrjährige Ausbildung zur Kindergärtnerin und gab Schülern Nachhilfeunterricht. 1908 schloss sie das Examen zur Kindergärtnerin ab, danach arbeitete sie als Gouvernante bei der Familie des Verlegers Bernhard Meyer. 1911 wurde sie an der von Henriette Goldschmidt gegründeten ersten deutschen Hochschule für Frauen immatrikuliert, wo sie 1915 ihr Examen vor den Professoren Johann Volkelt und Eduard Spranger mit sehr guten Bewertungen bestand.
Danach arbeitete Hedwig Burgheim als Lehrerin in Grünheide in der Mark Brandenburg, ehe sie im April 1918 eine Stelle am Fröbel-Seminar in Gießen erhielt und dort in den Fächern Staatsbürgerkunde, Philosophie und Pädagogik unterrichtete. Von 1920 bis 1933 leitete sie das Fröbel-Seminar, das sie erheblich erweiterte und ausbaute. So war es ihren Initiativen zu verdanken, dass das Fröbel-Seminar eine Haushaltsschule, ein Lehrerinnenseminar für Kindergärtnerinnen, drei Kindergärten und zwei Kinderhorte umfasste. Burgheim gewann mit ihrem Engagement hohe Wertschätzung bei ihren Mitarbeiterinnen und Schülerinnen.
Die Nationalsozialisten enthoben Hedwig Burgheim 1933 aufgrund ihrer jüdischen Herkunft von der Leitung des Fröbel-Seminars. Sie musste dann als Arbeitslose von 45 % ihrer früheren monatlichen Bezüge leben, ehe sie 1935 ein Angebot der Israelitischen Religionsgemeinde Leipzig erhielt, eine jüdische Haushalts- und Kindergärtnerinnenschule aufzubauen. Daraufhin kehrte Hedwig Burgheim nach Leipzig zurück, wo sie die zu Ostern 1936 eröffnete Schule leitete und eine Wohnung in der Wettiner Straße 9 bezog.
Der vom NS-Staat aufgehetzte Mob Leipzigs demolierte in der Pogromnacht vom 9. zum 10. November 1938 neben der Gemeindesynagoge in der Gottschedstraße 3, dem Neuen Israelitischen Friedhof an der Delitzscher Landstraße, dem Kaufhaus Bamberger & Hertz am Augustusplatz sowie zahlreicher anderer Gebäude jüdischer Eigentümer auch die Haushalts- und Kindergärtnerinnenschule, an der Schüler aus allen Teilen Deutschlands unterrichtet wurden. Hedwig Burgheim bemühte sich daraufhin um ein Einreisevisum nach den USA, das sie aber nicht erhielt. Im Februar 1939 fand sie jedoch Arbeit als Lehrerin in der jüdischen Carlebach-Schule, die bis zu ihrer Schließung am 30. Juni 1942 den Schulbetrieb für die in Leipzig verbleibenden jüdischen Schüler fortsetzte.

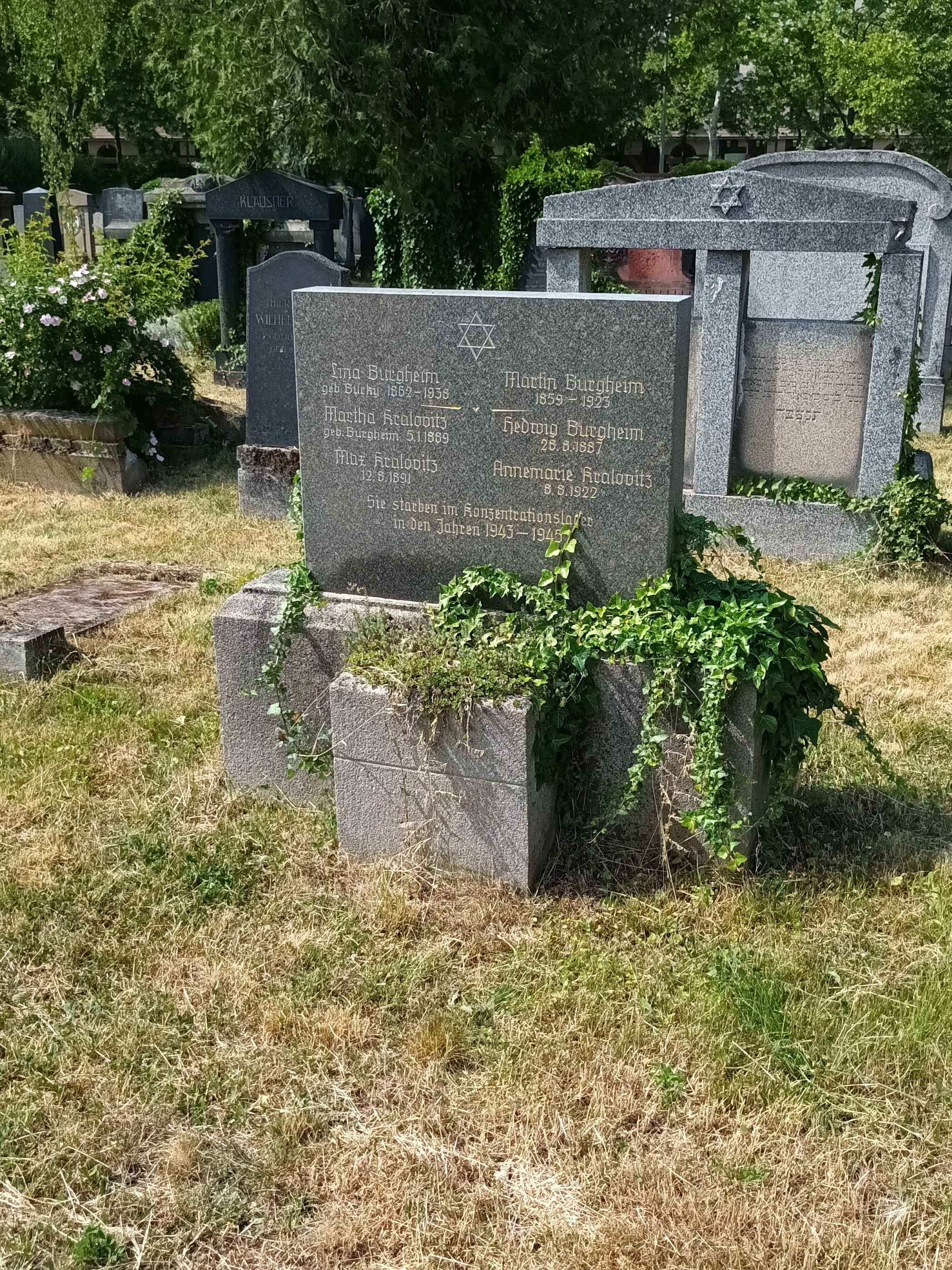
Gedenkstein für Hedwig Burgheim und Angehörige auf dem Alten Israelitischen Friedhof Leipzig

Hedwig Burgheim übernahm im Januar 1942 die Leitung eines jüdischen Altersheims in der Nordstraße 15, da die bisherige Leiterin zu den ersten Leipziger Deportierten in ein Vernichtungslager gehörte.  Sie wurde im Februar 1943 von der Gestapo verhaftet, danach in ein Berliner Sammellager deportiert und von dort aus am 26. Februar 1943 mit dem „30. Osttransport“ in das KZ Auschwitz gebracht, wo sie am nächsten Tag – sofort nach ihrer Ankunft – ermordet wurde.

## Ehrungen
Der Hedwig-Burgheim-Ring und die Hedwig-Burgheim Schule in Gießen, die Hedwig-Burgheim-Straße in Leipzig und das Hedwig-Burgheim-Haus der evangelischen Ausbildungsstätten für sozialpädagogische Berufe in Darmstadt erinnern heute an die verdienstvolle Pädagogin. In Gießen und Leipzig wurden Stolpersteine vor ihren ehemaligen Adressen verlegt.
2009 ehrte die Stadt Gießen Hedwig Burgheim mit einem Denkmal in der Plockstraße im Rahmen der Reihe „Gießener Köpfe“. Die Bronzebüste wurde von Bärbel Dieckmann geschaffen. Die Büste wurde in den folgenden Jahren mehrfach beschädigt.